# Чир (суп)
Чир (словац. Čír) — традиционный словацкий летний суп из лапши, молока и брынзы, также в суп добавляется масло и репчатый лук. Иногда суп готовится из грибов, картофеля, моркови, и имеет множество различных способов приготовления.
Суп распространён в овцеводческих регионах Словакии — главным образом в Кисуцах, Ораве, Липтове и Спише.